# Chiesa di Santa Eufrosina di Polack
La chiesa di Santa Eufrosina di Polack dedicata a santa Eufrosina di Polack è una chiesa ortodossa situata a Vilnius, vicino al cimitero omonimo, a sud della città.

## Storia
La chiesa fu costruita tra 1837 e il 1838 dall'architetto Nikolay Chagin, è di forma rotonda.
La chiesa è sormontata da una cupola emisferica. Nel 1865, Stepan Palioutine governatore di Vilna (Vilnius nome ufficiale per l'impero russo) tra 1863 e 1868, fece costruire nella chiesa una tomba monumentale di marmo sormontata da una croce di San Giorgio per il padre generale Fyodor Palioutine, ex governatore generale di Varsavia. Inoltre finanziò l'ampliamento della struttura e delle nuove decorazioni eseguite da V. Vasiliev e l'iconostasi in bianco e dorato è opera di Alexandre Rezanov. Dopo un anno di lavoro della chiesa è stata riaperta e dedicato.
Un nartece è stata aggiunta nel 1881. La chiesa divenne parrocchia nel 1896, precedentemente era affiliato alla chiesa di San Nicola . L'iconostasi è allargata di quercia e un campanile fu costruito sopra il nartece.
Nel 1923 la chiesa ha perso lo status di parrocchia è stata affiliata alla chiesa di S. Alexander Nevsky e rimane aperta al culto. La chiesa di Santa Eufrosina di Polack è stato restaurato alla fine degli anni '70 e di nuovo nel 2005.